# Xã Middlecreek, Quận Somerset, Pennsylvania
Xã Middlecreek (tiếng Anh: Middlecreek Township) là một xã thuộc quận Somerset, tiểu bang Pennsylvania, Hoa Kỳ. Năm 2010, dân số của xã này là 875 người.